# 星海鳥屬
星海鳥是一屬已滅絕的基底鳥胸骨類的原始鳥類，發現於中國遼寧省北票市上園鎮熱河群義縣組的地層，正型標本為一具接近完整的骨骼化石，編號為XHPM 1121。該屬目前僅有一個有效物種，即模式種林氏星海鳥（Xinghaiornis lini）。